# 蔡继琨
蔡继琨（1912年9月25日—2004年3月21日），台灣彰化鹿仔港人，生於福建晉江塘東村，中華民國现代作曲家、指挥家和教育家。

## 生平
蔡繼琨為同治十三年（1874年）甲戌科同進士蔡德芳四子蔡穀仁之孫。日本治台后實施住民去就決定日，全家便離開台灣搬到福建。蔡繼琨出生于1912年9月25日（农历八月十五），少年时曾先后在廈門集美高级师范学校、后留學日本东京帝国高等音乐学院学习。1936年以管弦乐处女作《浔江渔火》，獲得「日本現代交響樂作品」徵曲比賽首獎，获国际作曲家协会交响乐公演首奖而在世界乐坛崭露头角，也是華人第一个获国际大奖的交响乐作曲家。隨後擔任日本新交響樂團（NHK交響樂團前身）常任指揮期間，提昇了日本交響樂演出水準，此時對蔡繼琨在管絃樂指揮方面影響頗深。
留學歸國後，任福建省政府主席陳儀從事音樂教育工作，1940年任福建音乐专科学校首任校长，抗战中兼任福建省战地服务团团长、南洋华侨慰问团团长、中华音乐教育社社长兼交响乐团团长。并任国立中央大学（1949年更名南京大學，1962年在台復校）音乐系教授。
1945年抗战胜利后，任台灣省警備總司令部軍簡二階少將，就任台灣省警備司令部交響樂團（今國立台灣交響樂團，當時分三團：管絃樂隊、軍樂隊以及合唱隊）首任团长，发展台湾音乐，同时致力于台湾美术的恢复和发展，被称为“台湾交响乐之父”。
1949年到马尼拉任菲律宾交响乐团指挥，为中菲文化艺术交流搭起桥梁。1994年82岁高龄时，在福州创办华侨大学福建音乐学院，任董事长兼院长。
2004年3月21日，蔡继琨病逝于福州。

## 爭議
1946年3月14日時任少將的蔡繼琨率軍隊三十餘名，並帶機關槍數架，分乘卡車數臺，包圍霧峰農會，全副武裝，強迫該會副會長林士英打開倉庫，將存米二千餘包搬運一空，蘇瑤崇認為這使米荒問題更加嚴重，二二八研究者張若彤則指那批派兵拿的米是在官方之前就徵收後存放在農會封存，以供急需和每月軍糧的米。

## 影視作品
- 2016年 電視劇《紫色大稻埕》，由湯志偉飾演。